# Martin Page
Martin Page, francoski pisatelj, * 1978, Francija
je psevdonim mladega francoskega antropologa in pisatelja, avtorja treh romanov, inteligentnih uspešnic, polnih humorja, ki so prevedeni že v okoli trideset jezikov.
Kako sem postal neumen je njegov prvi roman.
1. ↑  NooSFere — 1999.
2. ↑  BD Gest'
3. ↑  Babelio — 2007.